# Svantjärnen (Kroppa socken, Värmland)
Svantjärnen är en sjö i Filipstads kommun i Värmland och ingår i Göta älvs huvudavrinningsområde.